# طاووسک‌ها
طاووسک‌ها یا مرغ‌های مرداب (نام علمی: Porphyrio) نام یک سرده از تیره یلوگان است.